# Philippe Besset
Philippe Besset, né le 6 janvier 1956 à Châteauroux, est un footballeur français reconverti entraîneur.

## Biographie

### Joueurs
Durant ses passages en équipes de France juniors et militaire (au sein du Bataillon de Joinville, où sévissait aussi un certain Michel Platini), Philippe Besset croise entre autres Maxime Bossis et Patrick Battiston. Plutôt qu'une carrière semblable à ses deux compères, Besset se contente « d'un peu plus de 320 matchs » de D2 au SM Caen et Châteauroux. Alors que Marseille et le FC Nantes lui font les yeux doux. « À un moment donné, j'étais quand même dans les 23 meilleurs joueurs français, mais j'avais un papa qui disait que footballeur, c'était un métier de saltimbanque. Il m'a dit : « Non, tu ne t'en iras pas. Et puis, tu liras autre chose que France Football ou L’Équipe ».
En 1976, Philippe Besset, alors international amateur castelroussin, est recruté par le Stade Malherbe de Caen pour renforcer la défense avec l'expérimenté Jacques Largouët. Besset commence la saison comme titulaire à la place de Daniel Solas, suspendu deux mois, au poste de libéro. Mais en septembre lors de la réception d’Épinal, déséquilibré, il marque contre son camp et, en retombant sur le sol, reçoit tout le poids du gardien Alain Douville et se blesse à la cheville.
Il ne prend part qu'à neuf rencontres sur toute la saison.
En mars 1977, une demande de dérogation au statut promotionnel, formulée par La Berrichonne de Châteauroux en faveur de Besset, est refusée par la commission. En cas de retour à Châteauroux, Besset ne pourrait jouer en équipe promotionnelle pendant 12 mois.
Il quitte le Stade Malherbe de Caen au bout d'une saison et fait son retour dans l'équipe de La Berrichonne. Logiquement, à la suite de la décision de la commission, il ne joue pas de la saison 1977-1978.

### Entraîneur-formateur
Besset devient au fil de ses pérégrinations entraîneur-instructeur auprès de l'UEFA et s'épanouit dans le domaine de la formation. Après cinq ans passés au Centre de formation du Stade rennais (2007-2012), suivis d'une année sabbatique, l'ancien responsable du centre de formation du Servette Genève (2002-2005) dispense ses savoirs à l'AGL Drapeau Fougères en qualité de coordinateur technique.

## Statistiques
Statistiques de Philippe Besset durant sa carrière de joueur,.
| Saison                | Club                  | Championnat           | Championnat | Championnat | Coupe(s) nationale(s) | Coupe(s) nationale(s) | Total | Total |
| Saison                | Club                  | Division              | M.          | B.          | M.                    | B.                    | M.    | B.    |
| 1973-1974             | LB Châteauroux        | D2                    | 28          | 0           | 3                     | 0                     | 31    | 0     |
| 1974-1975             | LB Châteauroux        | D2                    | 22          | 0           | 2                     | 0                     | 24    | 0     |
| 1975-1976             | LB Châteauroux        | D2                    | 34          | 0           | 0                     | 0                     | 34    | 0     |
| 1976-1977             | SM Caen               | D2                    | 9           | 0           | 0                     | 0                     | 9     | 0     |
| 1977-1978             | LB Châteauroux        | D2                    | 0           | 0           | -                     | -                     | 0     | 0     |
| 1978-1979             | LB Châteauroux        | D2                    | 34          | -           | 1                     | 0                     | 35    | 0     |
| 1979-1980             | LB Châteauroux        | D2                    | 33          | 0           | 1                     | 0                     | 34    | 0     |
| 1980-1981             | LB Châteauroux        | D2                    | 24          | 0           | 3                     | 0                     | 27    | 0     |
| 1981-1982             | LB Châteauroux        | D2                    | 17          | 0           | 0                     | 0                     | 17    | 0     |
| 1982-1983             | LB Châteauroux        | D2                    | 33          | 1           | 1                     | 0                     | 34    | 1     |
| 1983-1984             | LB Châteauroux        | D2                    | 29          | 1           | 1                     | 0                     | 30    | 1     |
| 1984-1985             | LB Châteauroux        | D2                    | 32          | 1           | 0                     | 0                     | 32    | 1     |
| 1985-1986             | LB Châteauroux        | D3                    | -           | -           | 0                     | 0                     | 0     | 0     |
| 1986-1987             | LB Châteauroux        | D4                    |             |             |                       |                       | 0     | 0     |
| Total sur la carrière | Total sur la carrière | Total sur la carrière | 295         | 3           | 12                    | 0                     | 307   | 3     |